# Petra Herrera
Petra Herrera, também conhecida como "Pedro Herrera", foi uma "soldadera" (combatente nas tropas insurgentes da Revolução Mexicana) mexicana.
Vestida de homem e sob o pseudônimo de Pedro Herrera, Petra Herrera teve participação ativa e destacada em muitas batalhas da Revolução Mexicana. Angariou uma excelente reputação como combatente e liderança exemplar. Com o passar do tempo, pôde revelar sua condição de mulher.
Para ser integrada à liga comandada pelo general Francisco Villa, ela  optou por ocultar sua identidade feminina, vestindo-se de homem e mudando seu nome de Petra por Pedro. Embora comum, a participação de mulheres na Revolução limitava-se a atividades ligadas à alimentação e acomodação das tropas. Petra Herrera, no entanto, lutou na segunda batalha de Torreón em 30 de maio de 1914 ao lado de outras 400 mulheres. Apesar de ter obtido algumas vitórias significativas, Pancho Villa negou-se a dar crédito militar a uma mulher e não promoveu Petra Herrera a general. Ela, então, abandonou as forças de Villa e organizou sua própria brigada, formada exclusivamente por mulheres.
Petra recorreu a engenhosas estrategias para manter em segredo sua condição de mulher. Durante a madrugada, fingia raspar a barba, alegando que já começava a crescer.  Sua capacidade de liderança era tamanha que, mesmo após sua identidade feminina ser descoberta, ela conseguiu arregimentar um grupo de "soldaderas" e tomar parte em algumas batalhas como aliada das tropas do general Villa. Sua tática de ataque consistia em explodir pontes.Um de seus triunfos mais importantes deu-se durante a segunda batalha de Torreón, Coahuila, o 30 de maio de 1914. Um companheiro villista descreve-a como "aquela que tomou Torreón, apagando as luzes quando suas tropas entraram na cidade".
Se Herrera tivesse revelado sua verdadeira identidade antes de ter  ganhado fama nas batalhas, teria certamente sofrido discriminação por parte de seus companheiros revolucionários.
Contudo, a participação de Petra Herrera na tomada de Torreón ainda não é oficialmente reconhecida. Diz-se que o próprio Villa ocultou sua participação e não lhe deu o crédito merecido ao descobrir que uma mulher tinha sido a grande vitoriosa naquele confronto.
A falta de reconhecimento militar fez Herrera abandonar as fileiras do general Villa e criar sua própria tropa de soldaderas. Não há consenso em relação ao número total de integrantes de suas brigadas: algumas versões falam em apenas vinte, outras em até mil.
Posteriormente, em 1917, Petra Herrera aliou-se a Venustiano Carranza, convertendo-se em uma verdadeira lenda para as mulheres do país. Durante esse tempo, reivindicou sua promoção ao generalato e sua permanência no serviço militar, mas, apesar de suas notáveis habilidades no campo de batalha, esses pedidos lhe foram negados. Não obstante. ela obteve certo reconhecimento ao ser promovida ao posto de coronel pelo general Castro.
Tempo depois, seu exército feminino foi dissolvido por ordens superiores e Petra Herrera passou a trabalhar como espiã, disfarçada de garçonete numa cantina no estado de Chihuahua. Algumas fontes asseguram que desempenhou esse trabalho em Jiménez, Chihuahua, enquanto outras asseguram que esteve a serviço em Cidade Juárez. Consta em ambas as versões que, numa noite, um grupo de desordeiros embriagados insultaram-na e dispararam contra Petra Herrera. Ela sobreviveu ao ataque, mas morreu tempos depois em consequência de uma infecção causada pelos ferimentos.